# Jaume Serra Serra
Jaume Serra Serra (né le 11 juin 1959 en Andorre) est un homme politique andorran, membre du Parti libéral d'Andorre.

## Biographie
Il est conseiller général de 2005 à 2011. Auparavant il était ministre de l'Économie d'Andorre.